# 新哈爾卡 (密西西比州)
新哈爾卡（英語：New Houlka）是位於美國密西西比州奇克索縣的城鎮。

## 人口
根據2020年美國人口普查的數據，新哈爾卡的面積為3.18平方千米，皆為陸地。當地共有人口698人，而人口密度為每平方千米219人。